# جوجل تشات
جوجل تشات (بالإنجليزية: Google Chat)‏ (المعروف سابقًا باسم: Hangouts Chat) هو برنامج اتصال تم تطويره بواسطة جوجل تم إنشاؤه للفرق التي توفر رسائل مباشرة وغرف دردشة جماعية، جنبًا إلى جنب مع وظيفة المراسلة الجماعية التي تتيح مشاركة محتوى جوجل درايف.

## نبذة
يعتبر بديلاً لتطبيقين، الأول جوجل هانج آوتس، والآخر هو جوجل ميت.

## تاريخ
خططت جوجل للبدء في إنهاء العمل بـ جوجل هانج آوتس في أكتوبر 2019.
في أغسطس 2021، بدأت جوجل تلقائيًا في تسجيل الخروج من مستخدمي جوجل هانج آوتس، وإخطارهم بالتبديل إلى جوجل تشات.
تخطط جوجل لإيقاف جوجل هانج آوتس واستبدالها بـ جوجل تشات في أوائل عام 2022.

## وصلات خارجية
- الموقع الرسمي

لم يتم العثور على روابط لمواقع التواصل الاجتماعي.